# Benny Brun och hans överläppsfjun
Benny Brun med sitt överläppsfjun är en tecknad svensk kortfilm för barn från 2014 skapad av Magnus Carlsson. Serien handlar om en 7-årig pojke som heter Benny Brun. Han har ett överläppsfjun och brukar tänka på hur det är att till exempel ha ett speciellt yrke. Berättarröst är Magnus Uggla.

## Källa
- Benny Brun och hans överläppsfjun på Folkets Bio